# Бартош Бженк
Бартош Бженк (пол. Bartosz Brzęk, нар. 1 грудня 2005, Гданськ, Польща) — польський футболіст, захисник гданської «Лехії».

## Ігрова кар'єра
Бартош Бженк народився у Гданську і є вихованцем футбольних клубів цього міста. У 2018 році він приєднався до футбольної школи клубу «Лехії».
У 2021 році молодий захисник почав свої виступи у другій команді клубу. А вже у 2022 році підписав з клубом перший професійний контракт. За результатми сезону 2022/23 «Лехія» вилетіла з Екстракласи і Бженк отримав можливість зіграти на професійному рівні у Першій лізі. Свою дебютну гру в основі Бартош провів 22 липня 2023 року, коли вийшов у старті у переможному матчі проти «Хробри».